# Миноносцы типа «Ариете»
Миноносцы типа «Ариете» (итал. Classe Ariete torpediniere) — тип итальянских миноносцев, состоявший на вооружении флотов Италии, Германии и Югославии. Модифицированный вариант миноносцев типа «Спика», использовался преимущественно для сопровождения конвоев. Планировалось построить 42 миноносца, но удалось спустить на воду только 16 кораблей, из которых только головной корабль «Ариете» был оснащён подобающим вооружением. Большинство кораблей достраивалось немецкими специалистами. Из 16 судов 14 были уничтожены в ходе войны, один из уцелевших миноносцев нёс службу в ВМС Югославии под именем «Учка», ещё один был разобран на металл в 1947 году.

## Список кораблей
| Итальянское наименование | Немецкий позывной | Верфь                   | Спущен на воду  | Служба и судьба |
| ------------------------ | ----------------- | ----------------------- | --------------- | --- |
| Alabarda                 | TA 42             | CRDA Trieste            | 7 мая 1944      | Потоплен 21 марта 1945 в Венеции в результате авианалёта                                                                   |
| Ariete                   | нет               | Gio. Ansaldo & C. Genoa | 6 марта 1942    | Сдался союзникам в сентябре 1943, передан в 1949 Югославии                                                                 |
| Arturo                   | TA 24             | Ansaldo Genoa           | 27 марта 1943   | Обстреливал Бастию 1 марта 1944, 18 марта 1945 потоплен британскими эсминцами «Метеор» и «Лукаут»                          |
| Auriga                   | TA 27             | Ansaldo Genoa           | 15 апреля 1943  | Потоплен 9 июня 1944 после авианалёта самолётов P-47 Thunderbolt                                                           |
| Balestra                 | TA 47             | CNQ Fiume               |                 | Недостроен, повреждён в результате авианалёта, после войны достроен в Югославии, нёс службу под именем «Учка» до 1971 года |
| Daga                     | TA 39             | CRDA Trieste            | 16 июля 1943    | С миноносцем Spada потопил подлодку ML-1227 5 октября 1944, спустя 11 дней сам был потоплен                                |
| Dragone                  | TA 30             | Ansaldo, Genoa          | 14 августа 1943 | Потоплен 15 июня 1944 американскими патрульными катерами                                                                   |
| Eridano                  | TA 29             | Ansaldo Genoa           | 12 июля 1943    | Потоплен 18 марта 1945 британскими эсминцами «Метеор» и «Лукаут»                                                           |
| Fionda                   | TA 46             | CNQ Fiume               |                 | Потоплен 20 февраля 1945 во время строительства, позднее поднят и пущен на слом                                            |
| Gladio                   | TA 37             | CRDA Trieste            | 15 июня 1943    | В феврале 1944 повреждён французскими эсминцами «Лё Террибль» и «Лё Малан», 7 октября 1944 окончательно потоплен           |
| Lancia                   | TA 41             | CRDA Trieste            | 7 мая 1944      | Потоплен 17 февраля 1945 в результате авианалёта на Триест                                                                 |
| Pugnale                  | TA 40             | CRDA Trieste            | 1 августа 1944  | 4 мая 1945 пущен на слом                                                                                                   |
| Rigel                    | TA 28             | Ansaldo Genoa           | 22 мая 1943     | Обстреливал Бастию 1 марта 1944, потоплен 9 июня 1944                                                                      |
| Spada                    | TA 38             | CRDA Trieste            | 1 июля 1943     | С миноносцем Daga потопил подлодку ML-1227 5 октября 1944, потоплен 13 октября 1944 в результате авианалёта                |
| Spica                    | TA 45             | CNQ Fiume               |                 | Потоплен 13 апреля 1945 британскими торпедными катерами                                                                    |
| Stella Polare            | TA 36             | CNQ Fiume               | 11 июля 1943    | Буксировал повреждённый TA 37, потоплен 18 марта 1944 после столкновения с немецкой морской миной                          |